# 戦略単位
戦略単位（せんりゃくたんい）とは、独立して統率・経理・衛生などの各機能を有し、かつその長の直接的な命令により作戦行動が可能な、主に陸軍における最大規模の単位をいう。
歩兵、砲兵などの打撃力のほか、通信、工兵、補給（兵站）、衛生などの後方支援能力を備えた自己完結性を持っている諸兵科統合部隊であることが条件であり、独立した司令部を持つ。具体的には軍団・師団・混成旅団以上の規模の部隊を意味することが多い。海軍においては単に単一の指揮下に独立して作戦行動が可能な部隊をいう。